# Morfologia insectelor
| 1. antene; 2, 3. ocelli ochi simpli; 4. ochi compuși; 5. creier; 6, 9, 10. cele trei segmente toracice.; 7. artera dorsală; 8. trahee (sistemul respirator); 11, 12. aripi; 13. stomac; 14. inimă; 15. ovare (sistemul reproducător); 16. intestine; 17. anus; 18. vagin; | 19. ganglionul abdominal; 20. sistemul excretor (tuburile lui Malpighi); 21. pillow; 22. gheare; 23. tarsus; 24. tibia; 25. femur; 26. trochanter; 27. fore-gut (crop, gizzard); 28. ganglionul toracic; 29. coxa; 30. glanda salivară; 31. ganglion subesofagial; 32. aparatul bucal |

Anatomia insectei
A- Cap; B- Torace; C- Abdomen.
1. antene;
2, 3. ocelli ochi simpli;
4. ochi compuși;
5. creier;
6, 9, 10. cele trei segmente toracice.;
7. artera dorsală;
8. trahee (sistemul respirator);
11, 12. aripi;
13. stomac;
14. inimă;
15. ovare (sistemul reproducător);
16. intestine;
17. anus;
18. vagin;
19. ganglionul abdominal;
20. sistemul excretor (tuburile lui Malpighi);
21. pillow;
22. gheare;
23. tarsus;
24. tibia;
25. femur;
26. trochanter;
27. fore-gut (crop, gizzard);
28. ganglionul toracic;
29. coxa;
30. glanda salivară;
31. ganglion subesofagial;
32. aparatul bucal.

Morfologia insectelor a permis succesul fenomenal de care se bucură această clasă de artropode. Cantitatea și diversitatea taxonomiei insectelor sunt însoțite de o variație mare de modificări în structura corpului său.

## Forma externă
Corpul este format din 21 de segmente care sunt vizibile integral numai in stadiu embrionar. Acesta este diferențiat in 3 regiuni distincte 
- cap;
- torace;
- abdomen.

Unele segmente poartă apendice, singurele segmente fără apendice sunt segmentele 1, 3, 21. Primele 6 segmente intră in componența capului, următoarele 3 intră in componența toracelui (și poartă apendicei de locomoție) iar ultimele 12 segmente intră in componența abdomenului.

### Capul
Capul prin dimensiunile sale reprezintă partea cea mai mică dintre cele 3 regiuni ale corpului. Este format din primele 6 segmente embrionare care sunt intim sudate între ele constituind o capsulă cefalică bine chitinizată. Segmentele embrionare ale capului sunt următoarele: 
- ACRON,
- ANTENAL,
- INTERCALAR,
- MANDIBULAR,
- MAXILAR,
- LABIAL.
- Capsula cefalică prezintă 2 orificii, unul anterior, orificiul bucal; și unul posterior, orificiul ocipital.

Suprafața capsulei cefalice poate fi netedă sau poate prezenta depresiuni, ridicături, punctuații fiind de formă ovală, triunghiulară, rotundă etc.
La insectele din Fam. Curculionidae capul are o forma caracteristică fiind puternic alungit sub forma unui rostru iar în vârful acestuia se gasesc piesele aparatului bucal (aceste insecte se numesc gărgărițe).

### Torace
Toracele la insecte este alcătuit din trei segmente: protorace, mezotorace și metatorace. Fiecare segment toracic este alcătuit din
mai multe plăci chitinoase numite sclerite:
- un sclerit dorsal numit tergit sau notum;
- un sclerit ventral ce poartă numele de sternit sau gastrum;
- două sclerite laterale numite pleure.

În general tergitele și sternitele sunt mai mari și mai groase, deoarece au rol de apărare și susținere, în timp ce pleurele sunt mai
mici și mai subțiri, având funcția de a lega tergitele și sternitele.
Între pleure și tergite sau între pleure și sternite se găsesc membrane de susținere numite “conjunctive” care permit toracelui săși
mărească sau să-și micșoreze volumul în timpul respirației, circulației sângelui, etc.
Protoracele este mai dezvoltat la insectele alergătoare, săritoare și săpătoare (blatide, ortoptere, unele coleoptere), în timp ce
mezotoracele și metatoracele sunt mai dezvoltate la speciile bune zburătoare (odonate, himenoptere, lepidoptere, etc.).
Pe torace se articulează organele de mers – picioarele și organele de zbor – aripile.

### Abdomen
Abdomenul constituie cea mai mare parte a corpului la insecte. Embrionar abdomenul este constituit din 12 segmente iar la adult
numărul segmentelor se poate reduce la 5 – 7 (exemplu la insectele din ordinul Coleoptera). Ultimul segment al abdomenului se numește
telson. La insectele la care abdomenul este format din 11 – 12 segmente se diferențiază trei regiuni și anume:
- regiunea pregenitală (segmentele 1 – 7);
- regiunea genitală (segmentele 8 – 9);
- regiunea postgenitală (segmentele 10 – 12).

În general segmentele abdomenului sunt la fel constituite ca și segmentele din regiunea toracelui și anume din sclerite dorsale numite notum sau tergit, din sclerite ventrale numite sternit sau gastrum și din sclerite laterale numite pleure.
La abdomen se găsesc următoarele orificii:
- orificiul anal situat pe ultimul segment abdominal;
- orificiile genitale situate pe segmentele 8 și 9;
- orificiile respiratorii numite stigme, care sunt câte o pereche pentru fiecare segment abdominal, cu excepția ultimului segment și sunt prezente încă pe mezo și metatorace, lipsind în regiunea capului.

Forma abdomenului poate fi diferită: cilindric, conic-cordiform, fusiform, etc., iar în secțiune transversală apare triunghiular, oval, rotund, în general turtit dorso-ventral.
Abdomenul se leagă de torace în diferite moduri, deosebindu-se trei tipuri:
- abdomen sesil – când este legat anterior direct de metatorace (ordinul Orthoptera, Coleoptera);
- abdomen suspendat – la care primul segment este foarte redus și se contopește cu metatoracele, formând segmentul median sau

propodeum, iar al doilea segment se îngustează mult anterior formând o gâtuitură (familia Vespidae);
- abdomen pețiolat sau pedicelat la care 1 – 2 segmente ce urmează propodeum se îngustează mult, alcătuind un pețiol (Formicidae, Ichneumonidae).

Abdomenul insectelor adulte este lipsit de apendici locomotori, care de altfel se întâlnesc la larvele polipode.
La insectele adulte se găsesc apendici cu alte funcționalități și anume apendici genitali, corniculele, cercii și stilii.